# Storia del Messico
La storia del Messico abbraccia un periodo di circa 3100 anni e va dalle civiltà precolombiane ai giorni nostri.

## Epoca preispanica e civiltà pre-colombiane
Il passato americio del Messico mostra una grande diversità di civiltà. Come il resto d'America, i primi abitanti del paese furono probabilmente dei cacciatori asiatici che attraversarono lo Stretto di Bering al momento delle grandi glaciazioni. Il territorio messicano fu abitato da cacciatori e raccoglitori a partire da circa 30.000 anni fa. L'agricoltura incominciò a svilupparsi nel IX millennio a.C., anche se la coltivazione del mais, la più importante e vasta della regione, non cominciò fino al V millennio a.C. Il vasellame, importante segno della nascita di una società sedentaria, fu introdotto attorno al 2500 a.C., che viene accettata come data di inizio della civiltà mesoamericana.
Mentre le popolazioni del deserto del nord continuarono a sopravvivere grazie a caccia e raccolta, nella parte meridionale del Messico l'agricoltura permise la transizione dalle società egalitarie del periodo preclassico antico (tra il XXV e il XVI secolo a.C.) - basate sulle differenze di genere, età e parentela - alle società più complesse del periodo preclassico mediano. Dal XII secolo a.C. fino alla conquista spagnola nel 1521, il Messico fu la patria di civiltà avanzate, quali:

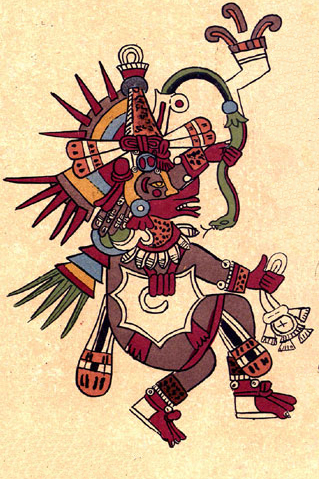
Quetzalcoatl, una delle principali divinità della Mesoamerica

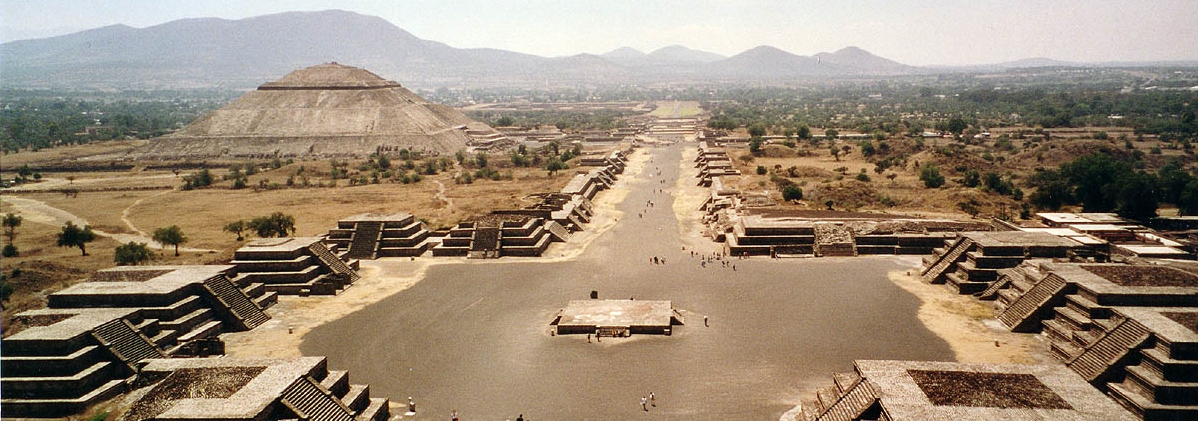
Teotihuacán, costruita tra il 300 e il 150 a.C.

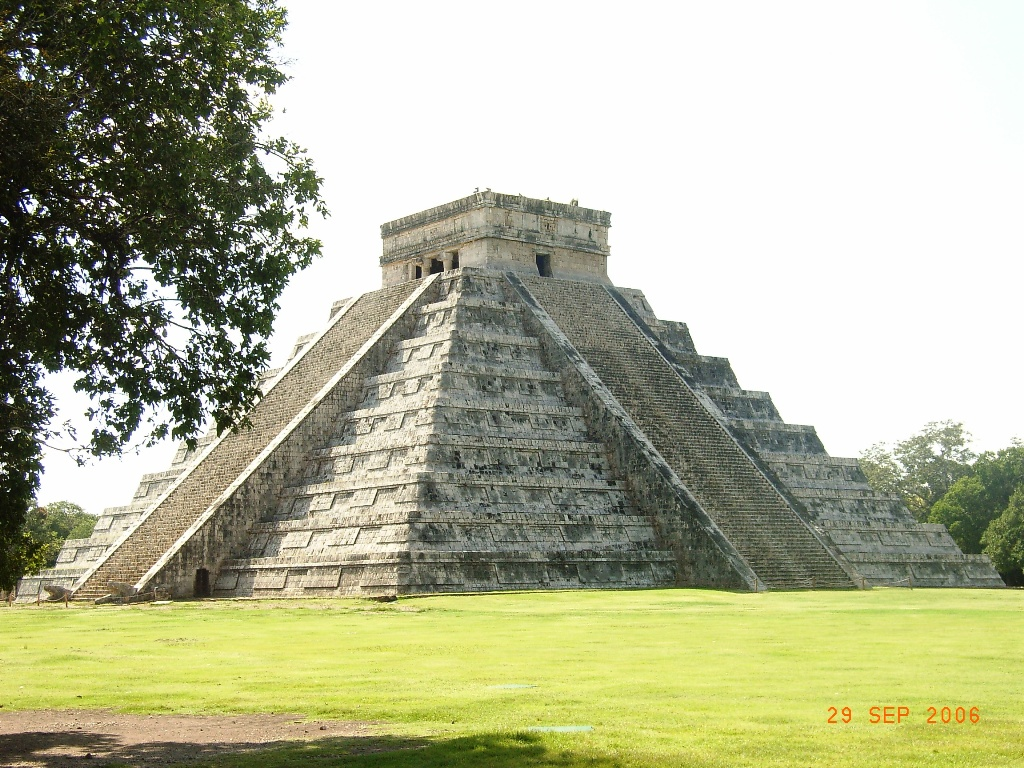
El Castillo nella città di Chichén Itzá (città maya).

### Gli Olmechi (apogeo dal 1200 a.C. al 500 a.C.)
La cultura e l'arte olmeca sono ancora poco conosciute. anche se i loro resti siano pochi (testa olmeca di La Venta, si veda in particolare il Museo di Antropologia di Xalapa) si stima che la loro influenza sulla civiltà degli altri paesi sia stata decisiva (l'invenzione della scrittura e del calendario, il culto del giaguaro e il dio della pioggia, ecc). Tutte le civiltà della Mesoamerica pertanto fanno riferimento a quella olmeca.

### La civiltà di Teotihuacán (dal 100 a.C. al 650 d.C.)
Teotihuacán fu la più grande città-stato pre-colombiana e che dominò la civiltà che porta lo stesso nome. Costituisce uno dei siti archeologici più visitati del Messico. Fece sentire la propria influenza dal Nuovo Messico alla Costa Rica. Nell'VIII secolo Teotihuacán cominciò a decadere e nella regione sorsero diversi stati ostili fra loro.
Nel X secolo questi stati avevano esaurito le proprie forze, proprio mentre dal deserto del nord giungevano le prime tribù chichimeche. Nel frattempo, nel nord-est i popoli Oasisamericani crearono una civiltà propria, le cui vestigia più importanti in territorio messicano sono localizzate a Paquimé.

### Gli Zapotechi (apogeo dal 200 al 700)
Stanziatisi prevalentemente nell'odierno stato di Oaxaca si costituirono in città-stato teocratiche. Oggi 400 000 persone parlano ancora il zapoteco. Uno dei principali siti archeologici è quello di Monte Albán.

### I Maya (apogeo dal 1500 a.C. al 300 d.C.)
Quella Maya fu una delle civiltà più evolute dell'epoca pre-colombiana, caratterizzata dallo sviluppo di importanti centri cerimoniali (il cui simbolo è il tempio a forma di piramide a gradoni). Fondarono la città di Chichén Itzá, una delle più importanti città del Messico pre-ispanico, e Palenque.

### I Toltechi (apogeo dal 1000 al 1200)
I Toltechi inaugurarono l'era dei sacrifici umani, ponendo fine ai riti pacifici. La capitale tolteca fu la città di Tula.

### Gli Aztechi (apogeo dal 1200 al 1500)
Questo popolo passò nel giro di poco meno di 200 anni dallo status di tribù nomade a quello di impero esteso su un vasto territorio del Messico centrale. La capitale dell'impero azteco fu Tenochtitlán, che divenne l'odierna Città del Messico dopo la sua distruzione nel 1521 per opera dei conquistadores spagnoli. L'impero crollerà poco dopo, nel 1521.

## La Conquista

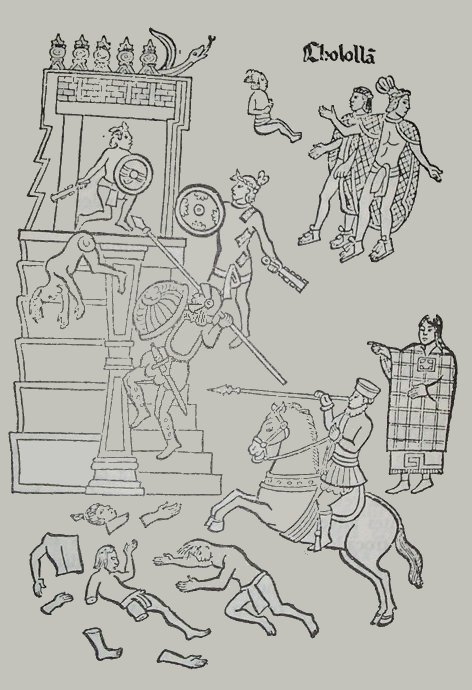
Massacro di Cholula

Nel 1517 gli spagnoli con Francisco Hernández de Córdoba raggiunsero la costa della penisola dello Yucatán provenienti da Cuba. Diego Velázquez de Cuéllar inviò quattro navi comandate dal nipote Juan de Grijalva nel 1518. Una terza spedizione del 1519, guidata da Hernán Cortés, prese terra a Cozumel. Gli spagnoli inizialmente vennero accolti pacificamente dall'imperatore azteco Montezuma poiché in base a segni premonitori e ad antiche leggende gli uomini di Cortés vennero scambiati per emissari di Quetzalcoatl, una delle principali divinità azteche.
Cuitláhuac e Cuauhtémoc furono gli ultimi leader dell'Impero azteco. Il primo venne sconfitto dagli invasori il 30 giugno 1520, e morì poco dopo durante l'epidemia di vaiolo. Cuauhtémoc, abbandonato dalla maggior parte dei suoi alleati, venne catturato e giustiziato dagli spagnoli nel 1521. Nell'autunno del 1521 cadde l'Impero azteco per opera degli eserciti spagnoli composti principalmente da Tlaxcalteca. Dopo due mesi e mezzo di assedio, Tenochtitlán fu espugnata, e nel giro di un anno gli spagnoli presero il controllo dell'intero paese e in seguito procedettero alla sottomissione dei regni indipendenti. Quasi tutti i popoli mesoamericani vennero assoggettati nei cinque anni successivi alla caduta di Tenochtitlán.
Tuttavia i gruppi semi-nomadi, del nord, continuarono la resistenza fino quasi al XX secolo, quando gli Yaqui negoziarono l'armistizio con l'esercito messicano. I soldati spagnoli arrivarono accompagnati dai missionari che procedettero alla conversione degli indigeni al cattolicesimo. Tra i religiosi che giunsero nel paese vi furono Vasco de Quiroga, Motolinía, Martín de Valencia, Bernardino de Sahagún, Diego de Landa, Junípero Serra, Sebastián de Aparicio e Bartolomé de las Casas.

## Vicereame della Nuova Spagna

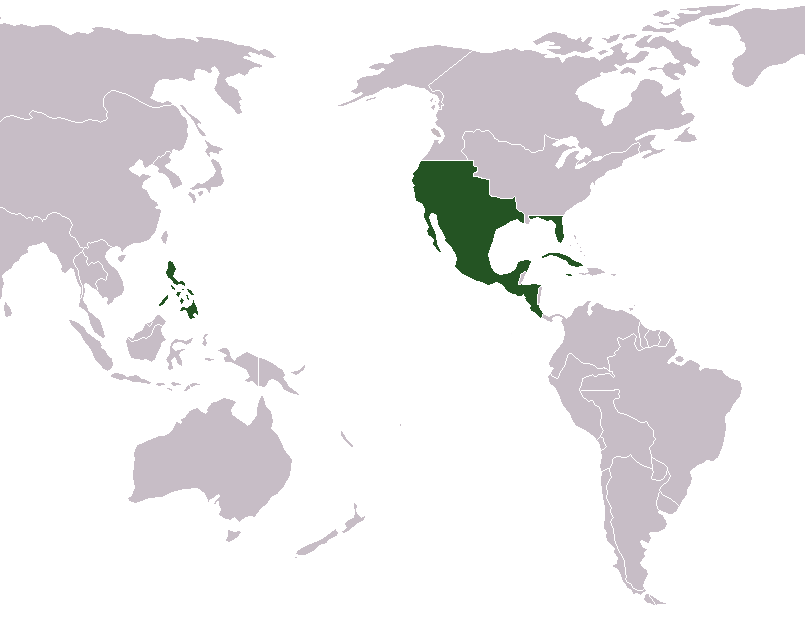
La Nuova Spagna

Dopo la caduta di Tenochtitlán, Hernán Cortés si impossessò del governo del paese proclamandosi Comandante Generale e incominciando la conquista di un vasto impero coloniale conosciuto con il nome di Nuova Spagna. Il territorio, oltre al Messico arrivò a coprire gran parte del sud degli odierni Stati Uniti (tra cui California, Arizona, Nuovo Messico e Texas). Vennero fondate alcune delle principali città messicane, quali Città del Messico (sulle rovine di Tenochtitlán), Guadalajara, Puebla e Monterrey.
Dal 1535 l'amministrazione della Nuova Spagna venne affidata a un viceré. Il primo fu Antonio de Mendoza nominato da Carlo V. Durante questo periodo, la madrepatria spagnola si arricchì grazie alle attività minerarie (oro e argento) e all'agricoltura (coltivazione di canna da zucchero e caffè). Porte di accesso al commercio del paese furono Veracruz (sul Golfo del Messico) e Acapulco (sull'Oceano Pacifico). Sul piano umano la popolazione indigena si ridusse dell'80% a causa delle epidemie e dei massacri. Si stima che prima dell'arrivo degli europei il Messico centrale possedesse 25 milioni di abitanti. Di questi ne erano rimasti poco più di un milione nel 1650 circa.
I tre secoli di dominazione spagnola (1525 – 1821) hanno coinciso con l'istituzione del Messico come nazione latina, ispanica, cattolica e meticcia, così come la conosciamo oggi. L'architettura, la gastronomia, le festività, e la struttura della famiglia sono ancora in gran parte influenzate da questi tre secoli di dominazione spagnola. Nonostante la diffusa distruzione derivante dalla colonizzazione del Messico, una forma d'arte coloniale si sviluppò dal XVI secolo.

## L'indipendenza

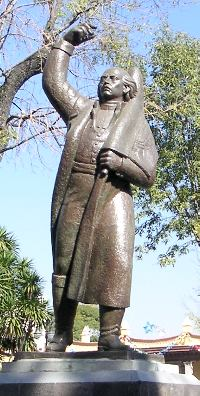
Statua di Miguel Hidalgo y Costilla

Rivolte separatiste scoppiarono contemporaneamente in diverse regioni dell'America Latina, tra cui il Messico. Nel 1809 morì l'eroe indipendentista Melchor de Talamantes. Il 16 settembre 1810, un creolo, il sacerdote Miguel Hidalgo y Costilla (oggi eroe nazionale), partì da quella che è oggi la città di Dolores Hidalgo nello stato di Guanajuato alla guida di un esercito formato da abitanti del villaggio e da popolazioni indigene contro la dominazione spagnola. Incominciò con successo la conquista della città, che avverrà nel 1811. Il movimento cominciò ad allargarsi. Creoli (coloni bianchi al vertice dell'economia locale), meticci e indigeni si allinearono contro i Gachupines (spagnoli nati nelle metropoli alla guida del potere politico). Il primo atto di indipendenza venne firmato il 6 novembre 1813, con il nome di Atto Solenne della Dichiarazione di Indipendenza del Nord America. 
Nel 1820 ci fu la svolta nella lotta indipendentista con l'accordo tra i generali Agustín de Iturbide e Vicente Guerrero. L'atto di indipendenza del Messico sarà finalmente firmato il 28 settembre 1821.

## Dalla Repubblica al Porfiriato
Il 4 ottobre 1824 il Messico si dota di una costituzione, nasce così la repubblica. Nell'autunno 1835 i coloni americani del Texas (85% della popolazione) si ribellano contro l'autorità del Messico e in seguito alla battaglia di San Jacinto dell'aprile 1836, proclamano la "Repubblica del Texas". Il Guatemala e l'effimera Repubblica dello Yucatán dichiarano la secessione: quest'ultima verrà reintegrata dal Messico dopo due tentativi. In seguito alla perdita del Texas e a vendite di ampie porzioni di territorio la superficie del Messico diminuì drasticamente.

### La guerra con gli Stati Uniti

Evoluzione del territorio messicano

Il Texas, dichiaratosi indipendente, nel 1846 venne annesso agli Stati Uniti. Nel 1846 allora il Messico rivendicò il territorio compreso tra il Rio Grande e il Rio Nueces (fiume situato 300 km a nord del Rio Grande). Scoppiò la guerra tra il Messico e gli Stati Uniti che durò dal 1846 al 1848. Le truppe degli Stati Uniti invasero e occuparono il paese dal 1847 al 1848. Dopo la battaglia di Chapultepec, 14 settembre 1847, le truppe degli Stati Uniti issarono la bandiera americana sul Palazzo Nazionale: Città del Messico venne occupata. La guerra si concluse con la firma del Trattato di Guadalupe Hidalgo, con il riconoscimento da parte del Messico del Rio Grande come confine con il Texas. Il Messico inoltre cedette più del 40% del suo territorio agli Stati Uniti, circa 2.000.000 km². Gli Stati della California, Nuovo Messico, Arizona, Nevada, Utah, la maggior parte del Colorado e del Wyoming divennero territori degli Stati Uniti in seguito alla guerra messico-statunitense.
Nel 1857 venne promulgata la Costituzione, che disciplinò le istituzioni politiche messicane fino al 1917.

### Il Secondo Impero
Nel dicembre 1861 Spagna, Francia e Inghilterra pretesero il pagamento dei debiti che il Messico aveva nei loro confronti e insediarono loro navi davanti al porto di Veracruz, dove imperversava la febbre gialla. Fu permesso loro di scendere a terra per poter portare avanti le trattative. Nonostante queste, però, nel 1862 il Paese fu invaso da una spedizione voluta da Napoleone III (Spagna e Inghilterra ritirarono invece le loro richieste), che culminò nella conquista del Paese e nella costituzione nel 1863 dell'Impero messicano, retto dall'arciduca Massimiliano d'Asburgo, che venne poi fucilato per ordine del neopresidente repubblicano Benito Juárez il 19 giugno 1867 assieme al generale conservatore Miguel Miramón.
Eroe della guerra contro i francesi, Porfirio Díaz divenne presidente del Messico nel 1876. La sua presidenza si protrasse fino al 1911, comportando un lungo periodo di stabilità, ma deviando poi in un regime autoritario. La sua opera verte verso la pace, il progresso e l'apertura del paese agli investitori stranieri. Le riforme modernizzano e arricchiscono il paese, ma questo non va a vantaggio di tutti e si acuisce il divario tra ricchi e poveri. La ripartizione dei voti alle elezioni e l'insoddisfazione di alcuni ceti, in particolare della classe media, suscita la cosiddetta Rivoluzione messicana.

## La Rivoluzione

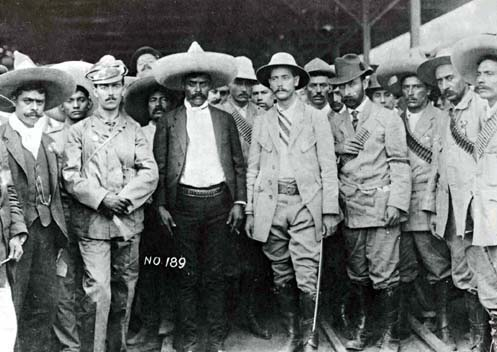
Emiliano Zapata

Porfirio Díaz, al potere da trent'anni, volle partecipare alle elezioni presidenziali del 1910, al pari di Francisco Madero. Díaz fece imprigionare Madero, per poi rilasciarlo. Díaz vinse le elezioni. Madero raccolse solo poche centinaia di voti in tutto il paese. Molte persone ritennero che vi fossero stati palesi brogli, e, incitate da Madero con il Piano di San Luis Potosí, si ribellarono. Incominciò la guerra civile messicana, detta anche Rivoluzione messicana. Durante la rivoluzione maderista, la prima fase della grande Rivoluzione, Díaz dovette affrontare numerose ribellioni, compresa quella di Francisco "Pancho" Villa a nord e di Emiliano Zapata principalmente nello Stato di Morelos. Nel 1911, dopo la presa di Ciudad Juárez, Díaz, che voleva evitare una guerra civile (già in atto), scelse di andare in esilio in Francia.
La Rivoluzione degenerò in una lotta di potere tra i rivoluzionari. Il presidente Francisco Madero (rivoluzionario), e il suo fedele vice, José María Pino Suárez, vennero assassinati nel 1913 dal loro generale Victoriano Huerta (reazionario), che si autoproclamò presidente. In risposta, Venustiano Carranza, Álvaro Obregón, Pancho Villa, Emiliano Zapata e molti altri firmarono il Piano di Guadalupe contro Huerta per vendicare Madero. Huerta fu deposto nel 1914 e allora le fazioni rivoluzionarie si riunirono nella Convenzione di Aguascalientes per dare un nuovo governo democratico al Messico, ma a causa dei contrasti tra Villa e Zapata con Carranza, la guerra civile riprese tra i primi due alleati nel Patto di Xochimilco contro i Costituzionalisti di Carranza e Obregón. Nel 1915 la División del Norte di Villa fu pesantemente sconfitta nella battaglia di Celaya e nella seconda battaglia di Agua Prieta mentre nel Morelos Zapata dette il via all'autogestione dei lavoratori e contadini. La Rivoluzione si concluse ufficialmente nel 1917, data della nuova Costituzione del Messico, di impronta anticlericale, e con il divieto di rielezione del presidente, ma le lotte intestine si protrassero ancora per anni.
Zapata venne poi assassinato nel 1919, Carranza, l'assassino di Zapata, nel 1920, e Pancho Villa nel 1923. L'uomo forte del Partito Laburista Messicano, il generale Álvaro Obregón, presidente nel 1920 fino al 1924, fu assassinato appena rieletto nel 1928 da un cristero. Vi fu un'ondata di violenze, detta la rivolta dei cristeros, provocata dalle misure anticlericali adottate dal governo Calles nel 1926.

### La rivolta dei "cristeros"
La Costituzione del Messico, approvata nel 1917 prevedeva una netta separazione tra Stato e Chiesa. Nel 1926, il governo volle dare piena attuazione al dettato costituzionale, giungendo a prevedere la requisizione di molti beni ecclesiastici, la chiusura di molte scuole cattoliche e la soppressione degli ordini religiosi, impedendo di fatto la possibilità di divenire frate o suora. Il mondo cattolico, dopo iniziali proteste di piazza, si divise in due movimenti. Il ramo pacifico diede vita alla Lega Nazionale per la Libertà Religiosa, composto e sostenuto dai soci dell'Azione Cattolica. Il ramo favorevole ad azioni violente venne detto "cristero" (da "Cristo Re") e ingaggiò battaglie, soprattutto nel Sud del Messico, con gruppi dell'esercito.
Il governo represse con forza ogni forma di opposizione, dando vita a pubbliche esecuzioni, anche di esponenti non violenti della Lega, accusati soltanto di professare pubblicamente la fede cattolica. Molti iscritti all'Azione Cattolica e alla Lega sono stati beatificati, nel corso della seconda metà del '900, dalla Chiesa Cattolica, poiché hanno testimoniato la propria fede fino al martirio, senza mai usare la violenza come mezzo di lotta culturale o politica. Nel 1929, impossibilitato a sedare le numerose rivolte, il governo giunse a un accordo con la Chiesa cattolica, che prevedeva il rispetto, almeno formale, della libertà religiosa. Alcuni dei "cristeros" più estremisti non condivisero, però, l'accordo, continuando, ancora per un decennio, a opporsi alle scelte governative.

## La rivoluzione messicana e il Messico contemporaneo
Dopo la fine della rivoluzione messicana alla morte di Álvaro Obregón nel 1928, Calles divenne il Jefe maximo de la Revolución e del vecchio Partito Laburista Messicano. Nel marzo 1929 fondò il Partito Nazionale Rivoluzionario, al fine di controllare i vari politici e ponendo sé stesso a capo del partito. Questo partito avrebbe detenuto il potere nel paese per 71 anni. I vent'anni di storia messicana antecedente il 1930 sono sostanzialmente occupati da eventi connessi alla sua rivoluzione. In questo periodo si plasmò una nuova classe dominante, più numerosa e più omogenea. Si trattò della borghesia cittadina, colta, progressista e nazionalista, accomunata da forti intrecci con il mondo industriale, commerciale e bancario, appoggiata da una parte della classe politica e militare e avente al servizio una parte dei contadini. Sotto la presidenza di Lázaro Cárdenas del Río (1934-1940) si distribuirono 17 milioni di ettari di terra; inoltre vennero nazionalizzate le ferrovie e le società petrolifere.
Al fine di evitare conflitti tra i generali venne nominato dal Congresso come presidente provvisorio della Repubblica un civile, Emilio Portes Gil per il periodo dal 1928 al 1930. Calles dovette lottare contro una cospirazione militare guidata da José Gonzalo Escobar. 

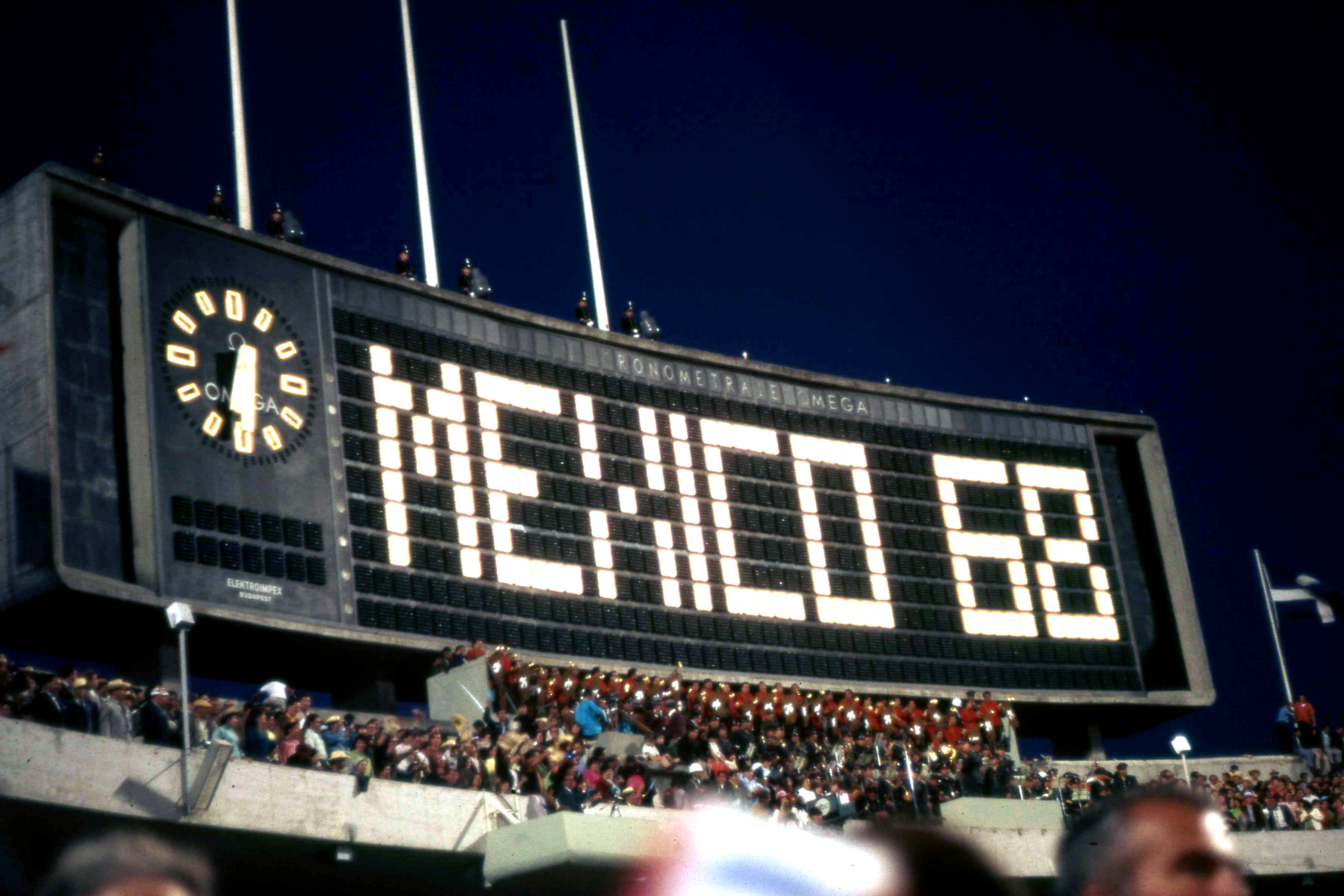
La cerimonia di apertura delle Olimpiadi in Messico nel 1968

Ancora nel 1930 si contavano quindicimila grandi proprietari terrieri che tenevano saldamente in mano l'83 per cento dell'area totale, pur rappresentando solamente il 2 per cento dei proprietari. Gli anni trenta furono segnati dalla presidenza di Lázaro Cárdenas del Río dal 1934 al 1940, il primo con il mandato presidenziale di sei anni. Riformista, distribuì un quantitativo di terra, 17 milioni di ettari, incredibilmente alto rispetto a quello dei suoi predecessori e nazionalizzò le ferrovie e le società petrolifere. Si schierò a fianco dei repubblicani nella guerra civile spagnola e accolse molti profughi. Fu con Miguel Alemán Valdés che iniziò tra la fine degli anni '40 e i primi anni '50 una industrializzazione del paese.  
Nel secondo dopoguerra, pochi giorni prima dei Giochi della XIX Olimpiade che si svolsero in Messico nel 1968, vi furono proteste studentesche che portarono al cosiddetto Massacro di Tlatelolco. Nel 1970 si tennero i mondiali di calcio e quello stesso anno vinse le elezioni Luis Echeverría che attuò una politica meno dipendente dagli Stati Uniti e nazionalizzò le miniere, che erano in mano a compagnie straniere.
Nel 1991 fu approvata una modifica della Costituzione in senso meno anticlericale e questo permise la riapertura della relazioni diplomatiche con la Santa Sede. 
Nel febbraio del 1995 venne arrestato Raúl Salinas, fratello dell'ex presidente Carlos Salinas (1988-1994), che fu accusato di essere il mandante dell'omicidio del segretario generale del Partito Rivoluzionario Istituzionale (P.R.I.), J. F. Ruiz Massieu, avvenuto nel settembre del 1994. Il P.R.I. governò il paese senza interruzione fino alle successive elezioni del 2000, quando ci fu la vittoria di Vicente Fox, candidato del Partito Azione Nazionale (PAN), conservatore cristiano-democratico. Dopo il 2000 l'affermazione mondiale di modelli liberistici diminuisce i consensi ai fautori del controllo pubblico dell'economia. Il Messico ha saldato i suoi debiti democratici con la storia. I programmi sociali mantengono la loro attualità, indipendentemente dal partito che al momento è al governo. Guardando oltre il suo confine meridionale, il paese vede un mondo che deve ricordargli molto il passato, massimalismo compreso. È probabile quindi che continui a privilegiare il rapporto con gli altri Paesi dell'America Settentrionale. Nel 2006 il successore Felipe Calderón ha fatto della lotta al narcotraffico uno dei punti cardine della propria azione di governo. Nel 2012 è tornato al governo il P.R.I.